# Radio Kolor

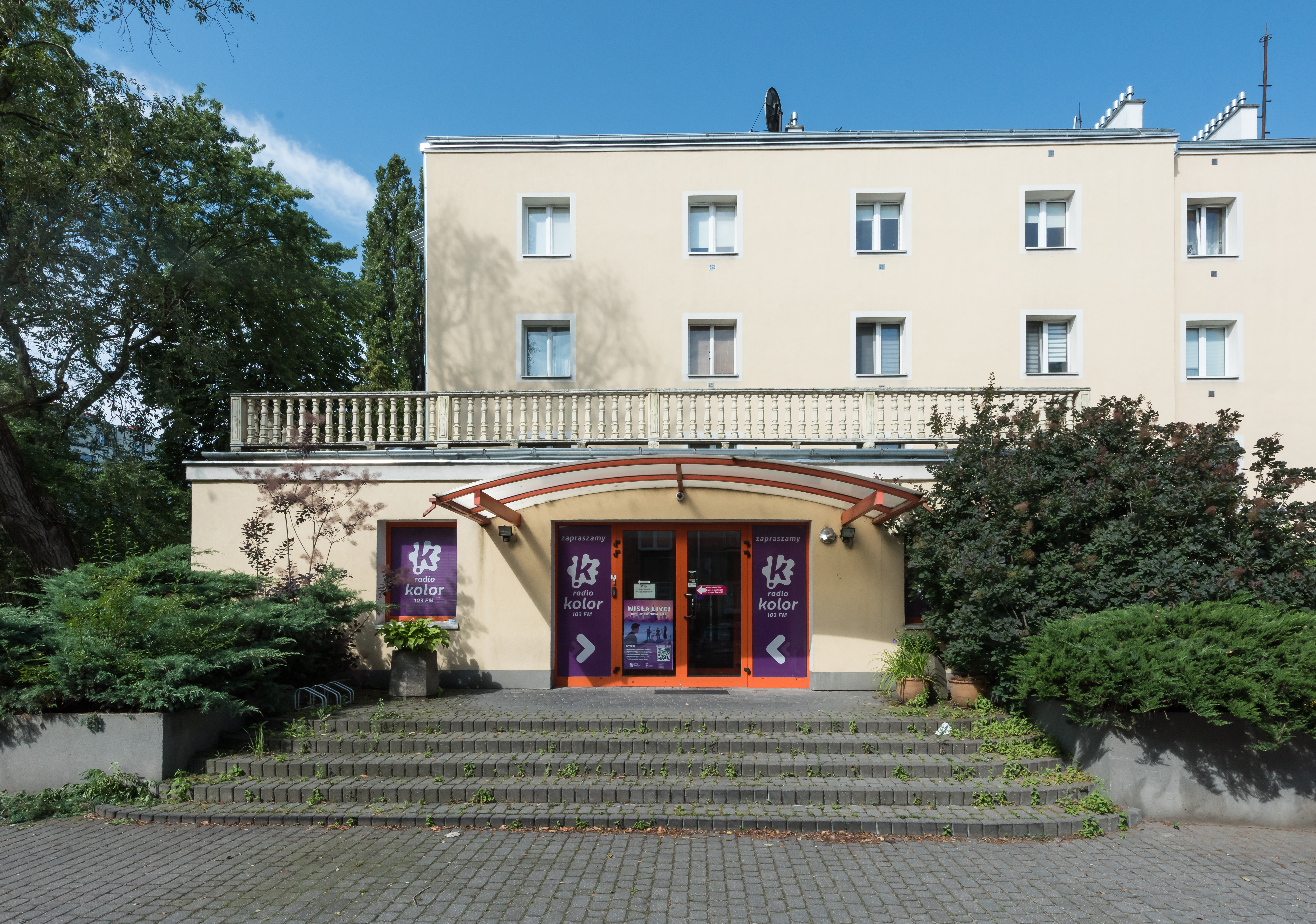
Siedziba stacji przy ul. Narbutta 41/43 (wejście od strony ulicy Kazimierzowskiej) w Warszawie

Radio Kolor 103 FM – warszawskie radio nadające na częstotliwości 103 MHz. System nadawczy Radia Kolor znajduje się na iglicy Pałacu Kultury i Nauki w Warszawie. Początkowo stacja nadawała również na częstotliwości 72,38 MHz. W 2011 roku zwiększono moc nadajnika z 1,0 kW do 3,0 kW.

## Historia
Radio Kolor zostało założone w 1993 przez Krzysztofa Maternę i Wojciecha Manna. Pierwszą piosenką, jaka pojawiła się na antenie Koloru, było What a Wonderful World w wykonaniu Louisa Armstronga.
Pomimo panującego powszechnie przekonania, Mann i Materna nie byli długo filarami stacji. Jak przyznał sam Wojciech Mann w książce RockMann, czyli jak nie zostałem saksofonistą, dziennikarze przyjęli nierealny budżet i popadli w konflikt z głównymi udziałowcami, co doprowadziło do ich odejścia w drugim roku działalności stacji.
Początkowo stacja nadawała ze studia zlokalizowanego przy ulicy Królewskiej w Warszawie. W 1995 roku redakcja została przeniesiona na Mokotów, do budynku byłego przedszkola przy ulicy Narbutta 41/43, skąd nadaje do dziś. Radio Kolor przez lata kilkakrotnie zmieniło swój profil muzyczny. Prezentowało m.in. klasyczną muzykę rockową, wszystkie barwy muzyki lat 80. i 90.
W 2007 stacja ponownie zmieniła format muzyczny – jako jedyna stacja w Polsce nadawała wyłącznie muzykę w klimatach r’n’b. Z początkiem roku 2010 na antenę powróciły nagrania pop z lat 80. i 90. XX wieku. Stacja nadal emituje jednak dużo „czarnej” muzyki. W latach 2005–2008 w siedzibie Radia Kolor funkcjonowało także JazzRadio, które w 2008 roku właścicielka Koloru, Alina Strześniewska, sprzedała grupie Eurozet. Nabywca przekształcił rozgłośnię w warszawską częstotliwość Chillizet.
Głosem stacji w 2010 roku został Andrzej Ferenc. W 2024 roku zastąpił go Mateusz Drozda. W Radiu Kolor pracowały takie osoby, jak: Wojciech Cejrowski, Karolina Korwin-Piotrowska, Marcin Pawłowski, Marta Kielczyk, Konrad Piasecki, Hubert Urbański, Michał Figurski, Paulina Młynarska-Moritz, Joanna Racewicz, Adam Skórnicki, Michał Olszański, Grzegorz Wasowski i Rafał Porzeziński.

## Częstotliwość
- Warszawa – 103 MHz

## Wybrane audycje nadawane obecnie
- Jeszcze 5 minut... – Mateusz Kwiatkowski
- Start-up z Kolorem – Tomek Bryczek, Przemek Cacak i Agnieszka Szkuta
- Zbawienie w pracy – Martyna Wawryło
- W dobrą stronę – Adam Gołaszewski
- Kolor po godzinach – Bartek Wejman
- Weekend z Kolorem – Mateusz Łysiak, Radek Gers
- Kawałek Polski – Martyna Wawryło

Wiadomości Radia Kolor: Marcin Kargol, Adrian Grałek, Katarzyna Turowicz

## Grube Ryby
W latach 1998–2004, przy okazji swoich urodzin, rozgłośnia organizowała plebiscyt Grube Ryby. Co roku statuetką przypominającą rybę nagradzano znane osoby ze świata muzyki, filmu i organizacji charytatywnych.
Po wielu latach przerwy plebiscyt ponownie został zorganizowany w 2015 roku.
Dotychczas nagrodzeni statuetką:
Rok 1998:
- Najbardziej zmysłowy głos – Krystyna Czubówna
- Największe serce – Jolanta Kwaśniewska
- Wyrafinowane poczucie humoru – Juliusz Machulski

Rok 1999:
- Najbardziej zmysłowy głos – Maryla Rodowicz
- Największe serce – Jerzy Owsiak
- Wyrafinowane poczucie humoru – Cezary Pazura

Rok 2000:
- Najbardziej zmysłowy głos – Natalia Kukulska
- Największe serce – ks. Arkadiusz Nowak
- Wyrafinowane poczucie humoru – Janusz Rewiński

Rok 2001:
- Najbardziej zmysłowy głos – Ryszard Rynkowski
- Największe serce – Janina Ochojska
- Wyrafinowane poczucie humoru – Krzysztof Piasecki

Rok 2002:
- Najbardziej zmysłowy głos – Beata Kozidrak
- Największe serce – Marek Kotański
- Wyrafinowane poczucie humoru – Jerzy Stuhr

Rok 2003:
- Najbardziej zmysłowy głos – Anna Maria Jopek
- Największe serce – Małgorzata Chmielewska
- Wyrafinowane poczucie humoru – ekipa serialu Kasia i Tomek (Paweł Wilczak, Joanna Brodzik, Jerzy Bogajewicz)

Rok 2004:
- Najbardziej zmysłowy głos – Kayah
- Największe serce – Bożena Walter
- Wyrafinowane poczucie humoru – Maciej Stuhr

Rok 2015:
- Kobieta Koloru – Beata Jałocha
- Gruba Ryba w sieci – Łukasz Jakóbiak
- Przebojowy głos – Grzegorz Hyży
- Największe serce – Cezary Kamil Wyszyński
- Życie ze smakiem – Rurki z Wiatraka

Rok 2016:
- Kobieta Koloru – Dorota Wellman
- Gruba Ryba w sieci – Andrzej Rysuje
- Przebojowy głos – Kortez
- Największe serce  – Koteria
- Życie ze smakiem – Żarcie na kółkach

Rok 2017:
- Kobieta Koloru – Katarzyna Bosacka
- Gruba Ryba w sieci – Lotnisko Chopina
- Przebojowy głos – Margaret
- Największe serce  – Fundacja Rak'n'Roll
- Życie ze smakiem – wolskie pączki z Pracowni Cukierniczej „Zagoździński”

Rok 2018:
- Kobieta Koloru – Agnieszka Holland
- Mężczyzna Koloru – Robert Biedroń
- Gruba Ryba w sieci – Warsawy by Drone
- Przebojowy głos – Last Blush
- Największe serce – Marcin Różalski
- Życie ze smakiem – Restaurant Week
- Mama z ikrą – Fit Matka Wariatka
- Gruba Ryba sportu – Arkadiusz Skrzypiński

Rok 2019
- Kobieta Koloru – Katarzyna Miller
- Gruba Ryba w sieci – Warsawy by Drone
- Przebojowy głos – Paweł Domagała
- Największe serce – Patrycja Krzymińska
- Życie ze smakiem – Foodsi
- W formie – Anka Dziedzic

Rok 2023
- Kobieta Koloru – Justyna Dobrosz-Oracz
- Gruba Ryba w sieci – Oglądam „Wiadomości”, bo nie stać mnie na dopalacze
- Przebojowy głos – Arek Kłusowski
- Największe serce – Michał „Borkoś” Borkowski
- Życie ze smakiem – Fodhall Elektrowni Powiśle
- W formie – Qczaj
- Gruba Ryba 30-lecia – Agnieszka Gozdyra